# UEFA Europska liga
UEFA Europska liga je europsko drugo klupsko nogometno natjecanje, osnovano 1971. godine, a rebrandingom 2009. godine dobiva današnje ime. Ranije se zvao Kup UEFA, a još ranije Kup velesajamskih gradova. Europska liga je UEFA-ino natjecanje koje je započelo sa sezonom 2009./10. Sastoji se od 36 momčadi. Aktualni prvak je Tottenham Hotspur.

## Povijest

### Kup velesajamskih gradova
Kup velesajamskih gradova je prvi put odigran 1958. godine, a pobjednik je bila FC Barcelona. Kup su osnovali Ernst Thommen, Ottorino Barassi i Stanley Rous. Najviše naslova, njih tri, odnijela je Barcelona. Jedan od naslova odnio je zagrebački Dinamo, 1967. godine. Prije toga 1963., izgubio je u finalu od Valencije. Godine 1971., odigrana je zadnja sezona kupa i promijenio je format natjecanja i ime u Kup UEFA. Iako je Kup velesajamskih gradova priznat kao prethodnik Kupa UEFA / Europske lige, UEFA ga ne priznaje kao takvoga, i ne nalazi se u statistikama Kupa UEFA.

### Kup UEFA
Kup UEFA je svoju prvu sezonu imao u nogometnoj sezoni 1971./72., a prvi pobjednik tadašnjeg natjecanja je bio engleski Tottenham Hotspur. Jedno od pravila je bio da ne smiju biti dva ili više klubova iz istog grada, koji je bio i u Kupu velesajamskih gradova. To je pravilo izbačeno 1975. godine. 
U svojim početcima, Kup UEFA je bilo natjecanje samo za viskoplasirane klubove domaćih liga, ali u 1999. godini, Kup UEFA je se spojio s Kupom pobjednika kupova i od tada u natjeanju nastupaju i pobjednici domaćih kupova. Također, klubovi koji bi izgubili u trećem pretkolu kvalifikacija za Ligu prvaka išli bi u treće pretkolo (prvo kolo) Kupa UEFA; a u natjecanju je nastupalo i 11 pobjednika također bivšeg natjecanja, Intertoto kupa te pobjednici nekih domaćih liga-kup natjecanja.
Kup UEFA je ukinut 2008., zadnja sezona je bila ona 2008./09., a zadnji pobjednik Šahtar iz Donjecka, Ukrajina. U finalu je poražen njemački Werder iz Bremena na stadionu Şükrü Saracoğlu u Istanbulu, Turska.

### Europska liga
Prva sezona UEFA Europske lige bila je 2009./10, koja je s kvalifikacijama započela 2. srpnja 2009. Natjecanje po skupinama, nakon tri pretkola i razigravanja,  počelo se igrati 17. rujna 2009., a nakon njega igrao se drugi dio natjecanja. Najveće iznenađenje prvenstva bio je londonski klub Fulham FC, koji je stigao do finala izbacivši, između ostalih, branitelja naslova Šahtar iz Donjecka. U finalu je njegov protivnik bio madridski Atlético, koji je nakon produžetaka pobijedio 2:1, dvama pogodcima Diega Forlána. Prvo finale je održano na HSH Nordbank Areni u Hamburgu, 12. svibnja 2010.
Druga je sezona dovršena 18. svibnja 2011., u finalu između Porta i Brage na irskom Aviva Stadiumu u Dublinu. Prvakom je postao Porto,  kojem je to drugi naslov, računajući onaj pobjednika Kupa UEFA 2003.

## Trofej
Prije sezone 2009./10 i natjecanje i trofej međunarodno su bili poznati pod istim imenom, "UEFA Cup". Prije osnutka Europske lige, UEFA-ina pravila su nalagala da klub zadržava originalni trofej nakon trećeg zaredom ili ukupno petog naslova prvaka natjecanja. Međutim, po novim pravilima trofej ostaje u trajnom vlasništvu UEFA-e. Svakom se pobjedniku natjecanja dodjeli kopija iste veličine. Klubovi koji Europsku ligu osvoje tri puta zaredom ili pet puta ukupno, dobivaju posebno priznanje.
Trofej je dizajnirao i izradio Bertoni za finale prvog Kupa UEFA, 1972. godine. Težina mu je 15 kg, načinjen je od srebra na žutom mramornom podnožju.

## Himna
Himnu UEFA Europske lige snimila je Pariška opera i kompozitorica Yohanna Zveiga. Snimana je u razdoblju od ožujka do svibnja 2009. godine. Himna je prvi put objavljena na Grimaldi Forumu 28. kolovoza 2009. prije početka ždrijeba za natjecanje po skupinama. Himna se svira prije početka svake utakmice Europske lige. Kompozitor Zveig je izjavio nadu da će ova himna imati sličan uspjeh kao himna UEFA Lige prvaka, i biti prepoznata u svijetu.

## Format natjecanja
Oko 160 momčadi iz 53 UEFA-ine lige sudjeluje u UEFA Europskoj ligi. Za razliku od Kupa UEFA, Europska liga sadržavala je po 4 kluba u svakoj skupini, dok ih je u Kupu UEFA bilo 5.
Novi format se pojavio od sezone 2009./10. Najveća promjena bila je ta da će natjecanje po skupinama imati 8 skupina po 4 momčadi, a postojat će i uzvratne utakmice, za razliku od Kupa UEFA, koji je imao 8 skupina sa po 5 momčadi, bez uzvratnih utakmica.
Europske lige koje su rangirane 7–9 po UEFA-inom koefcijentu, imaju će pobjednike kupa i još tri momčadi u kvalifikacijama UEFA Europske lige, a većina ostalih liga pobjednika kupa i još dvije momčadi. Momčadi koje izgube u trećem pretkolu kvalifikacija za Ligu prvaka idu u playoff natjecanje UEFA Europske lige (zadnje u kvalifikacijama), a 8 momčadi koje izgube u playoff natjecanju Lige prvaka idu izravno u natjecanje po skupinama Europske lige. Osam momčadi koje budu trećeplasirane u natjecanju po skupinama u Ligi prvaka idu u šesnaestinu finala Europske lige (to se pojavljivalo i u Kupu UEFA). Sličan sustav koristi se i u pretkolima najnovijeg natjecanja, Konferencijske lige.
Jednako kao i Kup UEFA, Intertoto kup se pretvara u Europsku ligu, kao što se i slična stvar dogodila s Kupom pobjednika kupova u kasnim 1990-ima (zajedno Kupom velesajamskih gradova pretvorio je se u Kup UEFA).

## Razlike od Kupa UEFA (do 2024.)
| # | Naziv                   | Kup UEFA | UEFA Europska liga |
| - | ----------------------- | --- | --- |
| 1 | prvo pretkolo           | U prvo pretkolo prolaze većinom doprvaci i pobjednici nacionalnih kupova nižerangiranih liga.                                                                       | U prvo pretkolo prolaze trećeplasirani iz nižerazrednih liga (osim Lihtenštajna, Andore i San Marina) |
| 2 | drugo pretkolo          | U drugo pretkolo prolaze pobjednici prvog pretkola, te sudionici liga 9. – 18. ranga                                                                                | U drugo pretkolo prolaze pobjednici prvog pretkola, pobjednici kupa i drugoplasirani iz nižerangiranih liga, te još neki niže rangirani klubovi                                                                               |
| 3 | treće pretkolo          | U treće pretkolo prolaze pobjednici drugog pretkola, te sudionici liga 1. – 3. ranga                                                                                | U treće pretkolo prolaze pobjednici drugog pretkola, pobjednici kupa liga srednjeg ranga, te uglavnom peto i šestoplasirani iz liga jačeg ranga                                                                               |
| 4 | razigravanje (playoff)  | U Kupu UEFA nije postojalo razigravanja. | Razigravanje je novost u UEFA-inim natjecanjima (pojavljuje se i u Ligi prvaka), a u nju prolaze pobjednici trećeg pretkola, momčadi koje su ispale u trećem pretkolu Lige prvaka, te pobjednici kupa iz više rangiranih liga |
| 5 | natjecanje po skupinama | Kup UEFA je imao 8 skupina po 5 momčadi i bez uzvratnih utakmica | UEFA Europska liga je imala 12 skupina po 4 momčadi i uzvratne utakmice |
| 6 | drugi dio natjecanja    | Drugi dio natjecanja jednak je Europskoj ligi | Drugi dio natjecanja jednak je Kupu UEFA |
| 6 | drugi dio natjecanja    | Momčadi igraju u šesnaestini završnice (eng. Round of 32), zatim u osmini završnice (eng. Round of 16), a poslije toga u četvrtzavršnici, poluzavršnici i završnici | |
| 7 | Finale                  | U Kupu UEFA, finala su se do 1997. igrala u 2 utakmice s obje momčadi na domaćim terenima, a nakon toga se igra jedna utakmica na neutralnom terenu                 | Finale se igra jednom utakmicom na neutralnom terenu. |

## Statistika

### Pobjednici i finalisti
| Klub                   | Država     | Pobjednik                         | Finalist     |
| ---------------------- | ---------- | --------------------------------- | ------------ |
| Sevilla                | Španjolska | 2014., 2015., 2016., 2020., 2023. |              |
| Atlético Madrid        | Španjolska | 2010., 2012., 2018.               |              |
| Chelsea                | Engleska   | 2013., 2019.                      |              |
| Manchester United      | Engleska   | 2017.                             | 2021., 2025. |
| Porto                  | Portugal   | 2011.                             |              |
| Villarreal             | Španjolska | 2021.                             |              |
| Eintracht Frankfurt    | Njemačka   | 2022.                             |              |
| Atalanta               | Italija    | 2024.                             |              |
| Tottenham Hotspur      | Engleska   | 2025.                             |              |
| Benfica Lisabon        | Portugal   |                                   | 2013., 2014. |
| Fulham                 | Engleska   |                                   | 2010.        |
| Braga                  | Portugal   |                                   | 2011.        |
| Athletic Bilbao        | Španjolska |                                   | 2012.        |
| Dnjipro Dnipropetrovsk | Ukrajina   |                                   | 2015.        |
| Liverpool              | Engleska   |                                   | 2016.        |
| Ajax                   | Nizozemska |                                   | 2017.        |
| Olympique de Marseille | Francuska  |                                   | 2018.        |
| Arsenal                | Engleska   |                                   | 2019.        |
| Inter Milan            | Italija    |                                   | 2020.        |
| Rangers                | Škotska    |                                   | 2022.        |
| Roma                   | Italija    |                                   | 2023.        |
| Bayer Leverkusen       | Njemačka   |                                   | 2024.        |

### Finala Europske lige
| Sezona              | Prvak               | Rezultat    | Doprvak                | Stadion                                   | Datum              |
| ------------------- | ------------------- | ----------- | ---------------------- | ----------------------------------------- | ------------------ |
| 2009./10. Opširnije | Atlético Madrid     | 2:1 (pr.)   | Fulham                 | HSH Nordbank Arena, Hamburg               | 12. svibnja 2010.  |
| 2010./11. Opširnije | Porto               | 1:0         | Sporting Braga         | Aviva Stadium, Dublin                     | 18. svibnja 2011.  |
| 2011./12. Opširnije | Atlético Madrid     | 3:0         | Athletic Bilbao        | Stadionul Naţional, Bukurešt              | 9. svibnja 2012.   |
| 2012./13. Opširnije | Chelsea             | 2:1         | Benfica                | Amsterdam Arena, Amsterdam                | 15. svibnja 2013.  |
| 2013./14. Opširnije | Sevilla             | 0:0 (4:2)   | Benfica                | Stadion Juventus, Torino                  | 14. svibnja 2014.  |
| 2014./15. Opširnije | Sevilla             | 3:2         | Dnipro Dnipropetrovsk  | Nacionalni stadion, Varšava               | 27. svibnja 2015.  |
| 2015./16. Opširnije | Sevilla             | 3:1         | Liverpool              | St. Jakob-Park, Basel                     | 18. svibnja 2016.  |
| 2016./17. Opširnije | Manchester United   | 2:0         | Ajax                   | Friends Arena, Solna                      | 24. svibnja 2017.  |
| 2017./18. Opširnije | Atlético Madrid     | 3:0         | Olympique de Marseille | Parc Olympique Lyonnais, Décines-Charpieu | 16. svibnja 2018.  |
| 2018./19. Opširnije | Chelsea             | 4:1         | Arsenal                | Olimpijski stadion, Baku                  | 29. svibnja 2019.  |
| 2019./20. Opširnije | Sevilla             | 3:2         | Inter Milan            | RheinEnergieStadion, Köln                 | 21. kolovoza 2020. |
| 2020./21. Opširnije | Villarreal          | 1:1 (11:10) | Manchester United      | Stadion Gdanjsk, Gdanjsk                  | 26. svibnja 2021.  |
| 2021./22. Opširnije | Eintracht Frankfurt | 1:1 (5:4)   | Rangers                | Stadion Ramón Sánchez Pizjuán, Sevilla    | 18. svibnja 2022.  |
| 2022./23. Opširnije | Sevilla             | 1:1 (4:1)   | Roma                   | Puskás Aréna, Budimpešta                  | 31. svibnja 2023.  |
| 2023./24. Opširnije | Atalanta            | 3:0         | Bayer Leverkusen       | Aviva Stadium, Dublin                     | 22. svibnja 2024.  |
| 2024./25. Opširnije | Tottenham Hotspur   | 1:0         | Manchester United      | San Mamés, Bilbao                         | 21. svibnja 2025.  |

## Nagrade (do 2024.)
| Krug                    | Nagrada     |
| ----------------------- | ----------- |
| natjecanje po skupinama | 3,630.000 € |
| pobjeda u skupini       | 630.000 €   |
| neriješeno u skupini    | 210.000 €   |
| prvo mjesto u skupini   | 1,110.000 € |
| drugo mjesto u skupini  | 550.000 €   |
| šesnaestina završnice   | 500.000 €   |
| osmina završnice        | 1,200.000 € |
| četvrtzavršnica         | 1,800.000 € |
| poluzavršnica           | 2,800.000 € |
| završnica               | 4,600.000 € |
| pobjeda u završnici     | 8,600.000 € |

## Vanjske poveznice
- Službena stranica (UEFA Europska liga)
- UEFA-ini koeficijenti

| Sezone UEFA Europske lige | Sezone UEFA Europske lige |
| --- | ------------------------- |
| |                           |
| 2009./10. • 2010./11. • 2011./12. • 2012./13. • 2013./14. • 2014./15. • 2015./16. • 2016./17. • 2017./18. • 2018./19. • 2019./20. • 2020./21. • 2021./22. • 2022./23. • 2023./24. • 2024./25. |                           |

| Sezone UEFA Europske lige | Sezone UEFA Europske lige |
| --- | ------------------------- |
| |                           |
| 2009./10. • 2010./11. • 2011./12. • 2012./13. • 2013./14. • 2014./15. • 2015./16. • 2016./17. • 2017./18. • 2018./19. • 2019./20. • 2020./21. • 2021./22. • 2022./23. • 2023./24. • 2024./25. |                           |

| Finala UEFA Europske lige | Finala UEFA Europske lige |
| --- | ------------------------- |
| |                           |
| 2010. • 2011. • 2012. • 2013. • 2014. • 2015. • 2016. • 2017. • 2018. • 2019. • 2020. • 2021. • 2022. • 2023. • 2024. • 2025. |                           |

| Finala UEFA Europske lige | Finala UEFA Europske lige |
| --- | ------------------------- |
| |                           |
| 2010. • 2011. • 2012. • 2013. • 2014. • 2015. • 2016. • 2017. • 2018. • 2019. • 2020. • 2021. • 2022. • 2023. • 2024. • 2025. |                           |

| Međunarodni klupski nogomet                                                                              | Međunarodni klupski nogomet  | Međunarodni klupski nogomet |
| --- | ---------------------------- | --------------------------- |
| |                              |                             |
| FIFA • Svjetsko prvenstvo • Interkontinentalni kup • Svjetsko klupsko prvenstvo • Igrač godine • Momčadi |                              |                             |
| |                              |                             |
| Azija | AFC – Liga prvaka            |                             |
| |                              |                             |
| Afrika                                                                                                   | CAF – Liga prvaka            |                             |
| |                              |                             |
| Sjeverna Amerika                                                                                         | CONCACAF – Liga prvaka       |                             |
| |                              |                             |
| Južna Amerika                                                                                            | CONMEBOL – Copa Libertadores |                             |
| |                              |                             |
| Oceanija                                                                                                 | OFC – Liga prvaka            |                             |
| |                              |                             |
| Europa                                                                                                   | UEFA – Liga prvaka           |                             |

| Međunarodni klupski nogomet                                                                              | Međunarodni klupski nogomet  | Međunarodni klupski nogomet |
| --- | ---------------------------- | --------------------------- |
| |                              |                             |
| FIFA • Svjetsko prvenstvo • Interkontinentalni kup • Svjetsko klupsko prvenstvo • Igrač godine • Momčadi |                              |                             |
| |                              |                             |
| Azija | AFC – Liga prvaka            |                             |
| |                              |                             |
| Afrika                                                                                                   | CAF – Liga prvaka            |                             |
| |                              |                             |
| Sjeverna Amerika                                                                                         | CONCACAF – Liga prvaka       |                             |
| |                              |                             |
| Južna Amerika                                                                                            | CONMEBOL – Copa Libertadores |                             |
| |                              |                             |
| Oceanija                                                                                                 | OFC – Liga prvaka            |                             |
| |                              |                             |
| Europa                                                                                                   | UEFA – Liga prvaka           |                             |